# Jan Abrachamczyk
Jan Abrachamczyk (ur. 24 stycznia 1897 w Niewiadomiu Dolnym, zm. wiosną 1940 w Kalininie) – starszy przodownik Policji Województwa Śląskiego.

## Życiorys
Był synem Polikarpa i Albiny. Od 1919 był członkiem POW. Uczestnik III powstania śląskiego. Za walkę o Śląsk odznaczony Śląską Wstęgą Waleczności i Zasługi oraz Gwiazdą Górnośląską.
W sierpniu 1927 roku rozpoczął służbę w Jastrzębiu-Zdroju, a w styczniu 1928 roku został awansowany na starszego posterunkowego. W 1929 roku wojewoda śląski przyznał mu Medal Dziesięciolecia Odzyskanej Niepodległości, a w 1932 roku za dobre wyniki otrzymał Odznakę Pamiątkową Policji Województwa Śląskiego z okazji jej dziesięciolecia. Na rok przed wybuchem wojny ukończył w Jastrzębiu kurs Ligi Obrony Przeciwlotniczej i Przeciwgazowej dla komendantów i zastępców komendantów Obrony Przeciwlotniczej domów mieszkalnych. W marcu 1939 roku wojewoda śląski Michał Grażyński mianował go starszym przodownikiem Policji Województwa Śląskiego po czym objął obowiązki komendanta posterunku w Jastrzębiu po Teofilu Szczęsnym, który został przeniesiony do Pawłowic.
W czasie kampanii wrześniowej 1939 roku dostał się do niewoli radzieckiej. Osadzony w obozie NKWD w Ostaszkowie. Według listy nr 026/2 z 13 kwietnia 1940 został wysłany na śmierć w Kalininie. Pochowany w Miednoje.
Postanowieniem nr 112-52-07 Prezydenta RP Lecha Kaczyńskiego z 5 października 2007 został awansowany pośmiertnie na stopień aspiranta Policji Państwowej. Awans został ogłoszony 10 listopada 2007 w Warszawie, w trakcie uroczystości „Katyń Pamiętamy – Uczcijmy Pamięć Bohaterów”.

## Odznaczenia
- Krzyż na Śląskiej Wstędze Waleczności i Zasługi
- Gwiazda Górnośląska
- Medal Dziesięciolecia Odzyskanej Niepodległości
- Odznaka Pamiątkowa Policji Województwa Śląskiego
- Krzyż Kampanii Wrześniowej 1939 r. – 1 stycznia 1986 (pośmiertnie)[2]